# Barakovo
Barakovo (makedonsky Бараково) je vesnice v Severní Makedonii. Nachází se v opštině Demir Hisar v Pelagonském regionu.

## Historie
První písemná zmínka o obci pochází z osmanského sčítání lidu z roku 1468. Již tehdy byla vedena pod názvem Barakovo v okrsku Bitola a čítala 6 rodin a 1 vdovu, tedy celkem asi 20 obyvatel. Osmanské říši vesnice vyplácela podíly z příjmů.
V roce 1528 žilo ve vesnici 28 obyvatel.

## Geografie
Vesnice se nachází ve východní části opštiny Demir Hisar, na levé straně Černé řeky. Obec je rovinatá a leží v nadmořské výšce 620 m n. m. Od centra opštiny, města Demir Hisar, leží 5,3 km severovýchodním směrem. Rozkládá se na ploše 1,8 km2. Ve vesnici je orná půda o rozloze 97,6 ha, pastviny o rozloze 38,3 ha a lesy o rozloze 1 ha.
Obec má především zemědělskou funkci.

## Demografie
Podle sčítání lidu z roku 2002 žije ve vesnici 68 obyvatel, všichni se hlásí k makedonské národnosti.
| Rok          | 1468   | 1528 | 1900 | 1948 | 1953 | 1961 | 1971 | 1981 | 1991 | 1994 | 2002 |
| ------------ | ------ | ---- | ---- | ---- | ---- | ---- | ---- | ---- | ---- | ---- | ---- |
| Obyvatelstvo | cca 20 | 28   | 72   | 199  | 125  | 118  | 94   | 90   | 76   | 74   | 68   |